# Pawel Nowicki
Pawel Nowicki (pronunciado /pável novítski/ en español; Lodz, 18 de julio de 1951) es un director, productor y guionista colombo-polaco, radicado en Colombia desde 1990.

## Carrera
Nowicki nació en la ciudad polaca de Lodz. Luego de realizar estudios en filología y dirección, empezó a desempeñarse como director artístico y general en algunos teatros de su país. En 1990 decidió viajar a Colombia con su esposa, la actriz Ania Nowicka, por invitación del director de teatro argentino Rubén Di Pietro. En el país cafetero empezó a desempeñarse como director del teatro Camarín del Carmen y de la Escuena Nacional de Arte Dramático ENAD, además de ejercer como productor de telenovelas.
En el año 2000 regresó a su natal Polonia, donde produjo algunas series de televisión. Tras seis años regresó a Colombia y se convirtió en asesor de la vicepresidencia de producción del Canal Caracol. Ha trabajado además con la Academia Charlot de Bogotá como realizador de talleres de formación y ha adaptado textos de literatos y dramaturgos como Gabriel García Márquez, Johann Wolfgang von Goethe, Bram Stoker y Antón Chéjov, entre otros.